# پینارگوزو (آیدین‌تپه)
پینارگوزو {{ترکی|Pınargözü) (به ارمنی: Գլխոնց) (به کردی: Kilxûns) یک منطقهٔ مسکونی در ترکیه است که در آیدین‌تپه واقع شده‌است. پینارگوزو ۲۹۴ نفر جمعیت دارد.